# I neoplatonici
I neoplatonici è un breve racconto dello scrittore e patriota Luigi Settembrini (1813 - 1876) ritrovato presso la Biblioteca Nazionale di Napoli da Raffaele Cantarella, studioso crociano, con il titolo I neoplatonici, per Aristeo di Megara, traduzione dal greco, e pubblicato postumo nel 1977. 

## La trama
I neoplatonici sono una fantasia omoerotica ambientata nella Grecia antica. I primi curatori dell'opera proposero che il testo fosse stato scritto durante la prigionia, subito dopo la traduzione dei dialoghi di Luciano di Samosata (vale a dire fra il 1858 e il 1859) e poi inviato alla moglie come presunta traduzione  di un testo greco antico. Tuttavia nel 2010 Domenico Conoscenti, riesaminando i documenti a disposizione, ha dimostrato che nessuna carta di Settembrini identifica I neoplatonici come una delle opere da lui vergate in prigione, concludendo che la collocazione s'inquadra più credibilmente negli anni finali della vita, ossia quelli compresi fra il 1866 e il 1876.
Lasciato fra le carte inedite alla morte di Settembrini, il manoscritto fu donato da un antiquario alla Biblioteca nazionale Vittorio Emanuele III di Napoli, dove nel 1937 venne scoperto da Raffaele Cantarella. Anni dopo, il collega bibliotecario Emidio Piermarini, venuto a conoscenza dell'esistenza del libro, propose all'amico Cantarella di sottoporlo a Benedetto Croce, il quale però giudicando il testo "lubrico e malsano [...] un errore letterario del Venerato Maestro, martire patriottico dei Borboni", ne sconsigliò la pubblicazione. L'opera proibita di Settembrini avrebbe visto la luce solo nel 1977, quando venne edita da Rizzoli.
I neoplatonici è uno scritto breve, ma rivelatore delle fantasie intime del suo autore. Privo di una vera trama, segue passo passo le vicende di due ragazzi che s'innamorano l'uno dell'altro e divengono amanti, e si conclude quando i due convolano a nozze con due ragazze (significativamente le nozze non impediscono comunque la prosecuzione della loro relazione).
Il racconto comprende descrizioni di rapporti sessuali che non hanno paralleli nella letteratura italiana di quell'epoca.
Dal punto di vista letterario, benché di respiro modesto, lo scritto è comunque di livello ottimo, di stile agile e fresco, nonché dotato di una certa eleganza. Degna di nota è inoltre l'immagine che presenta, assolutamente positiva e serena, della relazione omosessuale.
Polemicamente l'autore ripropone una concezione della sessualità a suo avviso tipica dell'era pre-cristiana, e presenta l'amore omosessuale come un elemento della vita umana capace di dare gioia e soddisfazione. Inoltre ne tratta come di una relazione provvista tanto di una dimensione affettiva quanto di una dimensione erotica, con un approccio assai raro nel panorama letterario di quel secolo.
All'apparire del libro non è mancato fra i recensori chi lo considerasse il risultato di una sorta di "rivelazione" che Settembrini avrebbe ricevuto da suoi rapporti omosessuali in carcere. Si tratta comunque solo di un'ipotesi, per il momento non avvalorata da documenti.

## Edizioni
- Luigi Settembrini, I neoplatonici, collana BUR, I ed., Milano, Rizzoli Editore, 1977.
- Luigi Settembrini, I neoplatonici, collana La memoria, n. 499, II ed., Palermo, Sellerio Editore, 2001, ISBN 978-8838916885.
- Riedito integralmente in:  AA.VV., Classici dell'omosessualità. L'avventurosa storia di un'utopia, a cura di Paolo Zanotti, collana BUR, Milano, Rizzoli, 2006, ISBN 9788-858655788.
- Luigi Settembrini, I neoplatonici, l'amore tra uomini è eterno, a cura di Vincenzo Palladino, collana Senza censura, Napoli, Edizioni senzaprezzo, 2010, ISBN 978-8866090007.